# Noonan (North Dakota)
|  | Dieser Artikel wurde aufgrund von inhaltlichen Mängeln auf der Qualitätssicherungsseite des Projektes USA eingetragen. Hilf mit, die Qualität dieses Artikels auf ein akzeptables Niveau zu bringen, und beteilige dich an der Diskussion! Folgende Mängel sollten behoben werden, bevor diese Markierung entfernt werden kann: Mangelnder Inhalt |

Noonan ist eine Ortschaft im Divide County im US-Bundesstaat North Dakota. Laut Volkszählung im Jahr 2020 hatte sie eine Einwohnerzahl von 137 auf einer Fläche von 0,7 km². Die Bevölkerungsdichte liegt bei 196 pro km².